# Saison 5 de Switched
Chronologie
Saison 4
Cet article représente le guide des épisodes de la cinquième saison de la série télévisée américaine Switched.

## Généralités
- Au Canada, elle est diffusée en simultané sur ABC Spark.

## Distribution

### Acteurs principaux
- Katie Leclerc (VF : Chloé Berthier) : Daphné Paloma Vasquez
- Vanessa Marano (VF : Kelly Marot) : Bay Madeleine Kennish
- Constance Marie (VF : Anne Dolan) : Régina Lourdes Vasquez
- D. W. Moffett (VF : Pierre Tessier) : John Kennish
- Lea Thompson (VF : Céline Monsarrat) : Kathryn Kennish
- Lucas Grabeel (VF : Alexis Tomassian) : Toby Kennish
- Sean Berdy : Emmett Bledsoe

### Acteurs récurrents
- Marlee Matlin (VF : Pauline Brunel) : Melody Bledsoe
- Ivonne Coll (VF : Julie Carli) : Adriana Vasquez
- Ryan Lane (VF : Grégory Quidel) : Travis

### Invités
- Michael Galante : Luca Barahona
- Adam Hagenbuch : Greg 'Mingo' Shimingo
- Alice Lee : Skye
- Sharon Pierre-Louis : Iris Watkins
- Rana Roy : Vimla
- Gwendoline Yeo : Ling
- Valery Ortiz : Noelle
- Sam Adegoke : Chris Walker
- Bianca Bethune : Sharee Gifford
- Justin Castor : Aidan McManus
- Tristin Mays : Ally Morel
- Gilles Marini : Angelo Sorrento
- Suanne Spoke : Karen Barnes
- Terrell Tilford : Eric Bishop
- Ron Butler : Dr Taylor
- Stacie Greenwell : Mae, la tante de Chris
- Jim Hanna : Eddie
- Scott Alan Smith : Leonard
- Michael Reilly Burke : Dr Eric Bannon
- Sean McGowan : Gabe
- Stephanie Nogueras : Natalie
- Lauren Potter : Nina
- Casey Powell : Harrison

## Épisodes

### Épisode 1:L'Appel
- États-Unis : 31 janvier 2017
- France :
- Québec :
- Belgique :

### Épisode 2:Malentendu
- États-Unis : 7 février 2017
- France :
- Québec :
- Belgique :

### Épisode 3:La roue tourne
- États-Unis : 14 février 2017
- France :
- Québec :
- Belgique :

### Épisode 4:Jalousie
- États-Unis : 21 février 2017
- France :
- Québec :
- Belgique :

### Épisode 5:La lutte
- États-Unis : 28 février 2017
- France :
- Québec :
- Belgique :

### Épisode 6:La force de l'âge
- États-Unis : 7 mars 2017
- France :
- Québec :
- Belgique :

### Épisode 7:Le cœur serré
- États-Unis : 21 mars 2017
- France :
- Québec :
- Belgique :

### Épisode 8:Que la lumière soit
- États-Unis : 28 mars 2017
- France :
- Québec :
- Belgique :

### Épisode 9:Révélation
- États-Unis : 4 avril 2017
- France :
- Québec :
- Belgique :

### Épisode 10:L'A.D.N
- États-Unis : 11 avril 2017
- France :
- Québec :
- Belgique :